# ستيوارت كيبل
ستيوارت كيبل (بالإنجليزية: Stuart Cable)‏ هو طبال بريطاني، ولد في 19 مايو 1970 في Cwmaman ‏ في المملكة المتحدة، وتوفي في 7 يونيو 2010 في Llwydcoed ‏ في المملكة المتحدة بسبب أمراض الجهاز الهضمي.

## وصلات خارجية
- ستيوارت كيبل على موقع IMDb (الإنجليزية)
- ستيوارت كيبل على موقع ميوزك برينز (الإنجليزية)
- ستيوارت كيبل على موقع أول ميوزيك (الإنجليزية)
- ستيوارت كيبل على موقع ديسكوغز (الإنجليزية)